# علي صباغ
علي صباغ (مواليد 30 يونيو 1979) حكم كرة قدم لبناني سابق. كان حكماً دولياً لدى الفيفا بين عامي 2008 و2013، قبل أن يُمنع من التحكيم مدى الحياة، بسبب التلاعب في مباراة مقابل خدمات جنسية.

## حياة مهنية
أدار صباغ تصفيات كأس العالم 2014، في مباراة نيبال وتيمور الشرقية. في 10 يونيو 2013، حكمت محكمة سنغافورة على الحكم بالسجن لمدة ستة أشهر، بعد اعترافه بالذنب في التأثير على اثنين من مساعدي الحكم للمساعدة في ضبط مباراة في كأس الاتحاد الآسيوي والتي جرت في 3 أبريل 2013. هو ومساعديه "يتلقون الإشباع بشكل فاسد في شكل خدمة جنسية مجانية"، بترتيب من رجل الأعمال السنغافوري إريك دينغ سي يانغ. كما منع الاتحاد الآسيوي لكرة القدم الصباغ من التحكيم وحضور الملاعب.

## الإنجازات
- أفضل حكم في الدوري اللبناني الممتاز: 2009–10.[10]